# Індекс заборонених книг
І́ндекс заборо́нених книг (лат. Index Librorum Prohibitorum) — список публікацій, які були заборонені Римсько-католицькою церквою. Деякі видання Списку містили також вказівки Церкви з приводу читання, продажу та цензури книг. Офіційною метою складання Індексу була спроба відгородити церкву та саму віру й моральність від зазіхань на основоположні принципи та від богословських ухилів.
Книги, що пройшли цензуру, друкувалися з грифом Nihil obstat («ніяких перешкод») і Imprimatur («нехай буде надруковано») на титульному аркуші.

## Історія Списку
Перший такий список був опублікований в Нідерландах в 1529 році. У 1543 році Венеція та в 1551 році Париж пішли за прикладом Нідерландів. Перший римський список був склав папа Павло IV. Цензурні принципи цього списку визнано занадто жорсткими, й після того, як Тридентський собор змінив церковне законодавство у сфері заборони книг, папа Пій IV поширив у 1564 році так званий Тридентський список. Цей список був основою всіх наступних списків заборонених книг, поки в 1897 році папа Лев XIII (Leo XIII) не опублікував новий список, Index Leonianus.
В 1571 році було сформовано Святу Конгрегацію Списку — орган, спеціально призначений для виявлення забороненої літератури, внесення доповнень до списку, а також складання списку виправлень у тих випадках, коли йшлося про виправлення книги, а не безумовну її заборону. У таких випадках книга вносилася до списку зі спеціальними позначками, наприклад, «donec corrigatur» (заборонено, якщо не виправлено) або «donec expurgetur» (заборонено, якщо не очищено). Таким чином, виходили дуже довгі списки виправлень, що публікувалися як окреме видання — Index Expurgatorius.
Конгрегація Списку була скасована 1917 року, після чого списком став займатися Найсвятіший Кабінет. При цьому правила читання книг були перенесені в новий Кодекс канонічного права (Codex Iuris Canonici). Список регулярно оновлювався й надалі. Останнє, 32-е видання списку вийшло в 1948 році. Туди потрапили 4000 книг, заборонених через єресі, аморальність, елементи порнографії, політичну некоректність тощо.
Католицькі автори мали право захищати свої твори й могли підготувати нове, виправлене видання, сподіваючись, що заборону буде знято. Список був справді досить ефективний: протягом багатьох років книги, які потрапили до списку, в католицьких країнах було дуже важко знайти, особливо, поза великими містами. Список мав силу закону до 1966 року, коли був формально скасований роз'ясненням Конгрегації з віровчення «Post Litteras Apostolicas» від 14 червня 1966 до motu proprio Павла VI «Integrae servandae» та її ж декретом «Post editam» від 15 листопада 1966.
У різний час до списку входили твори таких авторів, як Еразм Роттердамський, Лоренс Стерн, Вольтер, Даніель Дефо, Джордано Бруно, Коперник, Оноре де Бальзак, Жан-Поль Сартр та інші. Повний список авторів, що потрапили до списку, наводиться в книзі "J. Martinez de Bujanda, Index librorum prohibitorum, 1600—1966 " (Женева, 2002). Майже всі відомі західні філософи входили до списку — в тому числі Рене Декарт, Іммануїл Кант, Джордж Берклі. Деякі атеїсти, наприклад Артур Шопенгауер та Фрідріх Вільгельм Ніцше, не входили до списку на підставі загального правила, за яким будь-які праці, які критикують або засуджують будь-який елемент католицької віри, заборонені за фактом.
У список потрапили також деякі нацистські твори, зокрема твори нацистського ідеолога Розенберга. Проте до списку не потрапила книга Гітлера «Майн Кампф».

## Відомі автори, що входили до Списку
| - Мавро Орбіні (Mauro Orbini) - Джозеф Аддісон (Joseph Addison) - Жан д'Аламбер (Jean le Rond d'Alembert) - П'єтро Аретіно (Pietro Aretino) - Оноре де Бальзак (Honoré de Balzac) - Сімона де Бовуар (Simone de Beauvoir) - П'єр Бейль (Pierre Bayle) - Чезаре Беккаріа (Cesare Beccaria) - Френсіс Бекон (Francis Bacon) - Джеремі Бентам (Jeremy Bentham) - Анрі Бергсон (Henri Bergson) - Джордж Берклі (George Berkeley) - Томас Браун (Thomas Browne) - Йоган Якоб Брукнер (Johann Jakob Brucker) - Джордано Бруно (Giordano Bruno) - Андре-Франсуа Буро-Деланд (André-François Boureau-Deslandes) - Вольтер (Voltaire) - Галілео Галілей (Galileo Galilei) - Теодоор Гендрік ван де Вельде (Theodoor Hendrik van de Velde) - Генріх Гейне (Heinrich Heine) | - Едвард Гіббон (Edward Gibbon) - Томас Гоббс (Thomas Hobbes) - Віктор Гюго (Victor Hugo) - Еразм Дарвін (Erasmus Darwin) - Рене Декарт (René Descartes) - Даніель Дефо (Daniel Defoe) - Вінченцо Джоберті (Vincenzo Gioberti) - Дені Дідро (Denis Diderot) - Александр Дюма, батько (Alexandre Dumas, père) - Александр Дюма, син (Alexandre Dumas, fils) - Дезидерій Еразмус (Desiderius Erasmus) - Йоан Скотт Еріугена (Johannes Scotus Eriugena) - Андре Жид (André Gide) - Каролін цу Зайн-Віттґенштайн (Carolyne zu Sayn-Wittgenstein) - Еміль Золя (Émile Zola) - Джакомо Казанова (Giacomo Casanova) - Нікос Казандзакіс (Nikos Kazantzakis) - Жан Кальвін (Johannes Calvin) - Іммануїл Кант (Immanuel Kant) - Фаустина Ковальська (Maria Faustyna Kowalska) | - Огюст Конт (Auguste Comte) - Копернік (Nicolaus Copernicus) - Юґ Фелісіте де Ламенне (Hughes Felicité de Lamennais) - П'єр Ларусс (Pierre Larousse) - Джон Локк (John Locke) - Мартін Лютер (Martin Luther) - Нікколо Макіавеллі (Niccolò Machiavelli) - Курціо Малапарте (Curzio Malaparte) - Нікола Мальбранш (Nicolas Malebranche) - Маймонід (Maimonides) - Моріс Метерлінк (Maurice Maeterlinck) - Джон Мільтон (John Milton) - Франсуа-Оґюст Міньє (François-Auguste Mignet) - Жуль Мішле (Jules Michelet) - Мішель Монтень (Michel de Montaigne) - Монтеск'є (Montesquieu) - Блез Паскаль (Blaise Pascal) - Франсуа Рабле (François Rabelais) - Ернест Ренан (Ernest Renan) - Сем'юел Річардсон (Samuel Richardson) | - Жан-Жак Руссо (Jean-Jacques Rousseau) - Жорж Санд (George Sand) - Жан-Поль Сартр (Jean-Paul Sartre) - Еммануїл Сведенборг (Emanuel Swedenborg) - Джонатан Свіфт (Jonathan Swift) - Барух Спіноза (Baruch de Spinoza) - Стендаль (Stendhal) - Лоренс Стерн (Laurence Sterne) - Джон Стюарт Мілль (John Stuart Mill) - Гюстав Флобер (Gustave Flaubert) - Ернст фон Лазо (Ernst von Lasaulx) - Анатоль Франс (Anatole France) - Фрідріх II Прусський (Friedrich II. von Preußen) - Девід Юм (David Hume) - Корнеліус Янсен (Cornelius Jansen) |